# Права ЛГБТ в Алжирі
Права ЛГБТ в Алжирі — ЛГБТ в Алжирі стикаються з дискримінацією. Згідно зі звітом Міжнародної асоціації лесбійок і геїв за травень 2008 року, одностатеві сексуальні акти як чоловіків, так і жінок є незаконними в Алжирі.

## Закон про одностатеві статеві стосунки
Стаття 338 закону Алжиру говорить:

«Кожен, винний у гомосексуальному акті, карається позбавленням волі на строк від 2 місяців до двох років і штрафом від 500 до 2000 алжирських динарів. Якщо одному з учасників менше 18 років, покарання для старшої особи може бути підвищено до 3 років позбавлення волі та штрафу в 10 000 динарів»

Стаття 333 закону Алжиру говорить:
«Якщо порушення громадських норм пристойності полягало в протиприродних діях з особою тієї ж статі, покаранням є позбавлення волі на строк від 6 місяців до 3 років і штраф у розмірі від 1000 до 10 000 алжирських динарів»
Також дозволені страти, побиття та тортури, інколи поліція приєднується до нападів, та є співучасником злочинів або закриває на це очі.
Кримінальне законодавство походить від переважаючих звичаїв в Алжирі, які вважають гомосексуальність і переодягання такими, що суперечать ісламській вірі.

## Умови життя ЛГБТ в Алжирі
Гомосексуальність заборонена законом, і в суспільстві панує відверто негативне, навіть насильницьке ставлення до нього. Закон не визнає та не поважає громадянські права ЛГБТ. Офіційно в країні немає гей-френдлі закладів, а жодна політична організація не має права проводити агітацію за права ЛГБТ. Приклади злочинів на ґрунті ненависті проти гомосексуалів включають побиття камінням двох чоловіків на вулиці в 2001 році та вбивство двох чоловіків, в 1994 та 1996 році.
Більшість спроб укласти неофіційний одностатевий шлюб блокується поліцією.
Ассіль Белатла був студентом, якого вбили за підозрою в тому, що він гей у 2019 році. Студента вбили в його гуртожитку в районі університету, а його кров'ю на стіні написали «він гей».
У 2019 році помер Хуарі Манар, популярний співак раї, якого вважали геєм. Після його смерті в соціальних мережах з'явилося кілька гомофобних коментарів.
Згідно з опитуванням, проведеним для BBC News Arabic дослідницькою мережею Arab Barometer у 2018-19 роках, близько 26 % алжирців вважають, що гомосексуальність слід прийняти.

## Зведена таблиця
| Одностатеві статеві стосунки легальні                                                       | (Покарання: до трьох років позбавлення волі зі штрафом до 10 000 динарів) |
| Рівний вік згоди                                                                            | No                                                                        |
| Антидискримінаційні закони лише у сфері зайнятості                                          | No                                                                        |
| Антидискримінаційне законодавство у сфері надання товарів і послуг                          | No                                                                        |
| Антидискримінаційні закони в усіх інших сферах (включаючи непряму дискримінацію, ворожнечу) | No                                                                        |
| Антидискримінаційні закони щодо гендерної ідентичності                                      | No                                                                        |
| Одностатеві шлюби                                                                           | No                                                                        |
| Визнання одностатевих пар                                                                   | No                                                                        |
| Усиновлення дітей одностатевими парами                                                      | No                                                                        |
| Спільне усиновлення одностатевими парами                                                    | No                                                                        |
| Геям і лесбійкам дозволено відкрито служити в армії                                         | No                                                                        |
| Право на зміну юридичної статі                                                              | No                                                                        |
| Доступ до ЕКЗ для лесбійок                                                                  | No                                                                        |
| Комерційне сурогатне материнство для одностатевих пар                                       | (Незаконно для всіх пар незалежно від сексуальної орієнтації)             |
| Комерційне сурогатне материнство для лесбійських пар                                        | (Незаконно для всіх пар незалежно від сексуальної орієнтації)             |
| Автоматичне встановлення батьківства за свідоцтвами про народження дітей одностатевих пар   | No                                                                        |
| Конверсійна терапія заборонена для неповнолітніх                                            | No                                                                        |
| ЧСЧ дозволено здавати кров                                                                  | No                                                                        |